# 戴僧朔
戴僧朔（？—567年），南朝陈吴郡钱塘（辖境今浙江省杭州市）人，右将军戴僧锡的族弟。
戴僧朔勇敢善战，被戴僧锡所信任与重用，常派他领众征讨。戴僧锡年老，戴僧朔代领其众，陈文帝天嘉年间，从平王琳有功。戴僧锡卒，代为南丹阳郡太守。从征留异，以功授北江州刺史，又随讨周迪，再转任巴州刺史。陈废帝光大元年（567年），戴僧朔与湘州刺史华皎联结北周、后梁谋反，兵败逃奔江陵，被杀。